# Балтийское ледниковое озеро
Балти́йское леднико́вое о́зеро — крупный водоём, образовавшийся в конце последнего оледенения (поздний плейстоцен — голоцен) в районе нынешнего Балтийского моря. Озеро образовалось в результате таяния Скандинавского ледяного щита, на севере и северо-западе было ограничено ледником, на западе — сушей в районе современных Датских проливов и Южной Швеции.

## История бассейна

### Формирование бассейна

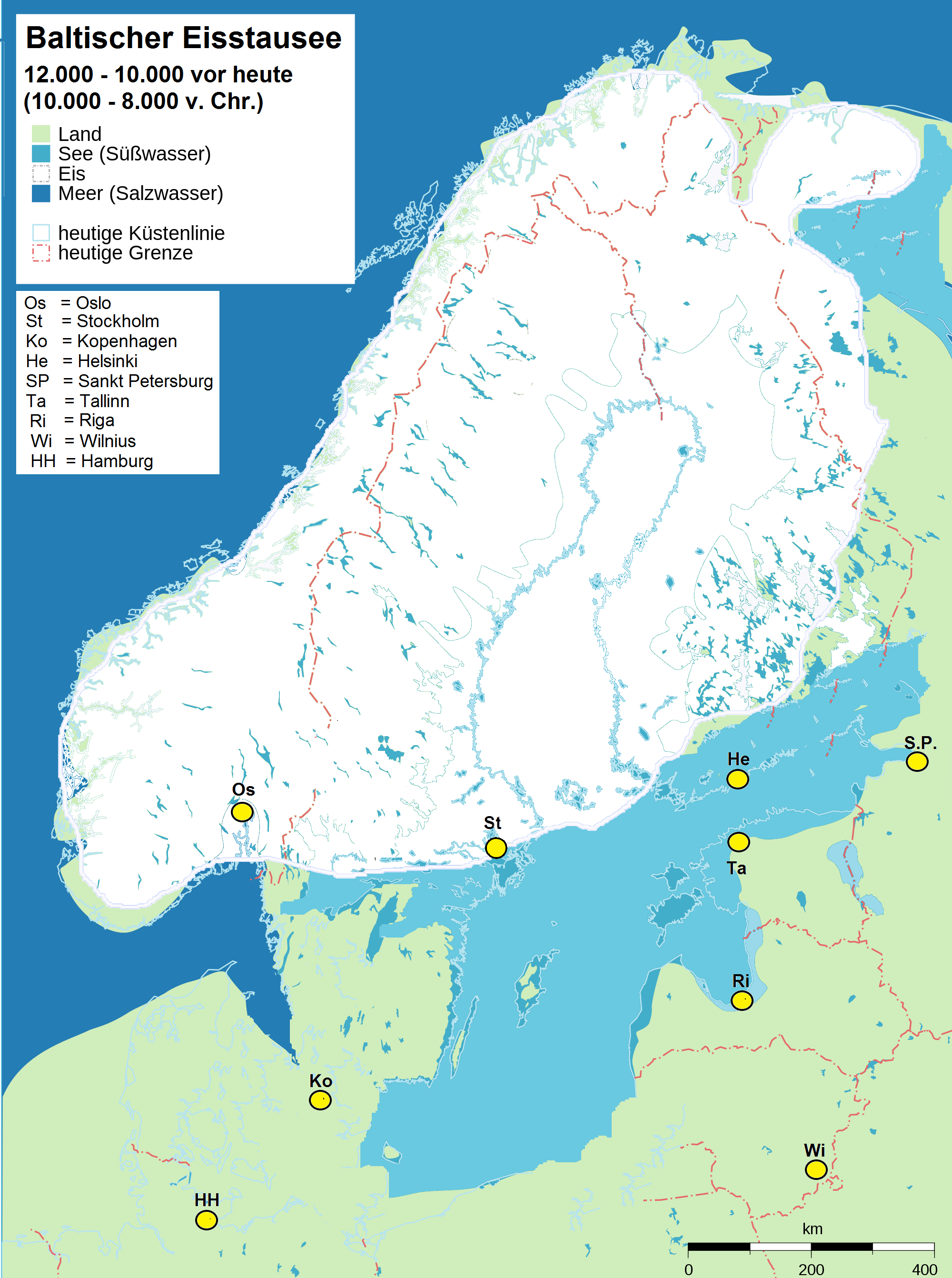
Балтийское ледниковое озеро 10-12 тыс. лет назад

Фронт отступающего ледника достиг юго-западных границ Балтийского бассейна, по различным оценкам, около 16 тыс. лет назад. Ещё раньше, около 17 тыс. лет назад формируется канал стока из приледниковых озёр через современный пролив Большой Бельт, свидетельством существования которого является узкая подводная долина глубиной до 50 метров. Около 15,0—14,4 тыс. лет назад освободилось ото льда юго-восточное побережье Швеции, озёрные осадки начинают накапливаться в Анконской и Борнхольмской котловинах. Около 14,5—14,0 тыс. лет назад отдельные приледниковые озёра, расположенные в Гданьской и Борнхольмской котловинах, соединились. Уровень воды здесь был выше, чем в приледниковых озёрах, лежащих к западу, и постепенно понижался за счёт эрозии канала стока. Постепенное выравнивание уровня приледниковых водоёмов вдоль южного края Скандинавского ледникового щита привело к образованию бассейна, давшего начало Балтийскому ледниковому озеру.
Восточная часть бассейна (от современного Гданьского залива до побережья Латвии) сообщалась с центральной через пролив, лежавший между островом на месте современной Лавица-Слупска на юге и фронтом ледника в районе Сёдра-Мидшёбанкен на севере. Центральная часть бассейна (южная часть современной Борнхольмской котловины) сообщалась с западной через пролив, лежавший между современной Одра-банке (к северу от Померанской бухты) на юге и островом, образованным современными Рённе-Банке и Борнхольмом. Наконец, западная часть (современная Арконская котловина) сообщалась с Северным морем через пролив Эресунн. Северной границей бассейна был фронт ледника, проходивший по линии, соединявшей Готландскую котловину, Сёдра-Мидшёбанкен, север острова Борнхольм и центральный Сконе. Деградация ледникового покрова в условиях морского бассейна сопровождалась образованием айсбергов.
Ботнический и Финский залив в это время ещё не освободились из-под ледника, восточная граница озера находилась в районе современного Рижского залива.
На ранних этапах развития бассейна его поверхность лежала на уровне моря, с которым озеро было соединено в районе современного пролива Эресунн. Тающий ледник обеспечивал постоянное поступление пресной воды в озеро, сток воды в море через неглубокий пролив исключал обратное проникновение солёной морской воды даже при одинаковых уровнях поверхности.
В это время уровень земной поверхности в южной части современного Балтийского бассейна под воздействием массы ледникового покрова был погружён на 90 метров ниже современного, но, освободившись, испытывал интенсивное изостатическое поднятие. Уровень мирового океана был на 100 — 110 метров ниже современного и также поднимался.

### Первый подъём уровня озера
Скорость изостатического поднятия земной коры в районе пролива Эресунн опережала скорость подъёма уровня воды в мировом океане, что привело к его постепенному обмелению и активизации эрозии дна пролива. В процессе эрозии четвертичных отложений, глубина которой оценивается в 7 метров, были достигнуты твёрдые скальные породы. Скорость эрозии резко упала, пролив обмелел, и 14 тыс. лет назад начался подъём уровня воды в Балтийском ледниковом озере выше уровня моря. На территориях к югу от порога стока, где скорость поднятия была меньше, чем в районе проливов, этот подъём сопровождался трансгрессией. К северу от изобазы, проходившей через Эресунн, напротив, подъём уровня озера относительно уровня моря сопровождается осушением побережий, поскольку здесь скорость изостатического поднятия земной коры опережала скорость подъёма уровня воды.
Площадь озера увеличивалась за счёт отступающего ледника на севере и трансгрессии на юге. По мере развития трансгрессии в состав озера входили ранее самостоятельные приледниковые озёра в восточной части Балтийского бассейна. Так, Псковское озеро сообщалось с Балтийским ледниковым озером через озеро Выртсъярв в период между 14 и 12 тыс. лет назад. Ладожское озеро стало частью Балтийского ледникового озера 13,3 тыс. лет назад, первоначально бассейны соединялись в районе Приневской низменности, а после освобождения ото льда севера Карельского перешейка около 12,2 тыс. лет назад — через Хейниокский пролив.
Около 13,0 тыс. лет назад ледник отступил к северу от горы Биллинген. Северное море в это время проникало в котловину озера Венерн и на территории современной Среднешведской низменности формируется новый канал стока Балтийского ледникового озера. Появление нового канала стока привело к быстрому падению уровня Балтийского бассейна на 10 метров до уровня моря (по последним сведениям — порядка 20 метров). Тем не менее, следов проникновения солёной воды в Балтийский бассейн не обнаружено. Канал стока в районе пролива Эресунн перестал функционировать, а осушение обширных территорий в этом районе сопровождалось миграцией растений и животных из Европы на юг Скандинавского полуострова.

### Второй подъём уровня озера
Канал стока в Среднешведской низменности функционировал около 200 лет. С началом похолодания позднего дриаса произошло наступление ледникового покрова в Южной Швеции. Канал стока к северу от горы Биллинген вновь был заблокирован около 12,8 тыс. лет назад и начался подъём уровня воды в Балтийском ледниковом озере. Когда в ходе этого подъёма был достигнут порог стока к востоку от полуострова Ютландия, вновь начал действовать канал в районе пролива Эресунн. Дальнейший подъём уровня озера относительно уровня моря, как и на предшествующей стадии, происходил за счёт гляциоизостатического подъёма порога стока и достиг величины 25 метров. Подъём уровня озера сопровождался трансгрессией на южных побережьях бассейна. На юго-западе береговая линия проходила в районе современной Кильской бухты. На востоке Ладожское озеро остаётся частью Балтийского ледникового озера, а Псковское озеро выделяется в самостоятельный водоём, уровень которого был на 8—12 метров выше, чем в Балтийском бассейне.
Различия в амплитуде изостатического поднятия в последующие эпохи привели к тому, что в настоящее время следы береговой линии, соответствующей наивысшему уровню Балтийского ледникового озера в южной части бассейна (в районе Лавица-Слупска) лежат на глубине 20 метров ниже уровня моря, а в северной части (гряда Салпаусселькя в районе Лахти) — порядка 160 метров выше уровня моря.

### Спуск Балтийского ледникового озера
Потепление в конце позднего дриаса вызвало быструю деградацию ледникового покрова и повторное открытие канала стока по Среднешведской низменности. Между 11,7 и 11,6 тыс. лет назад произошёл спуск Балтийского ледникового озера до уровня моря. Процесс был чрезвычайно быстрым и занял 1—2 года. Объём холодной пресной воды, поступившей в океан, оценивается в 7—8 тысяч км³. Спуск озера привёл к регрессии озера и осушению огромных площадей. Осушение канала стока в районе пролива Эресунн сформировало сухопутный «мост» между Ютландией и Швецией и обеспечило новую волну миграции растений и животных на Скандинавский полуостров, сопровождавшуюся на этот раз заселением Южной Швеции людьми в начале Голоцена.

## Характеристика бассейна
Большую часть года озеро было покрыто льдом, а средняя температура июля не превышала 12 °C, климат характеризовался континентальным режимом . На протяжении всей своей истории озеро испытывало сильнейшее влияние ледника, осадки представлены почти исключительно ленточными глинами, сменяющимися по мере удаления от фронта ледника всё более гомогенными озёрно-ледниковыми отложениями. Отложения Балтийского ледникового озера на всех этапах его истории бедны органикой, представленной исключительно пресноводными видами диатомовых водорослей. Некоторые авторы допускают, что в озере полностью отсутствовала фауна.

## Комментарии
1. ↑  Оценки абсолютного возраста событий в разных источниках могут очень существенно отличаться. Развитие методов калибровки данных радиоуглеродного анализа привело к пересмотру многих абсолютных оценок в сторону их увеличения. По этой причине при написании статьи оценки абсолютного возраста событий приведены по наиболее современным источникам.
2. ↑  Здесь и далее по тексту оценки абсолютного возраста приведены относительно 1950 года, см.: До настоящего времени
3. ↑  Прямые доказательства существования этого канала в виде осадочных толщ не обнаружены, поскольку они были уничтожены последовавшим наступлением ледника[2].
4. ↑  S. Björck предполагает функционирование канала под толщей ледника[9].